# Ekkehard Ier de Misnie
Ekkehard Ier de Misnie (né vers 960 et mort le 30 avril 1002) est un margrave de Misnie de 985 à 1002.

## Origine
Ekkehard est issu d'une famille noble de l'est de la  Thuringe, il est le fils aîné du Margrave Gunther de Merseburg. En 985 le gouvernement du jeune roi Othon III du Saint-Empire le désigne comme successeur du Margrave Rikdag dans Margraviat de Misnie, à la suite de graves revers enregistrés dans le duché de Saxe contre les tribus salves Lutices. Il est plus tard élu duc de Thuringe par les magnats de la région, un événement qui sera interprété en Saxe comme la preuve du caractère électif de la fonction ducale nationale.

## Margrave et prétendant
Ekkehard est en grande faveur auprès d'Othon III, qui lui témoigne sa considération en transformant plusieurs de ses bénéfices (fiefs) en biens allodiaux (allods). Lors du conflit entre  Othon et son cousin et rival le duc Henri II de Bavière, la mission militaire d'Ekkehard  comme détenteur de la marche de Misnie consiste en premier lieu à contenir l'expansion des États slaves voisins, le duché de Pologne et le duché de Bohême. Le duc Boleslav II de Bohême est l'allié du duc Henri II de Bavière et il saisit l'occasion pour occuper Albrechtsburg en 984, il doit néanmoins se retirer l'année suivante devant les forces d'Othon III. Le Margrave Ekkehard restaure Thiddag (Deodatus) évêque de Prague sur son siège après qu'il en a été expulsé par Boleslav II de Bohême.
Quand en janvier 1002 Othon III meurt sans laisser de descendance, les princes allemands se réunissent à Frohse, inclus dans l'actuelle cité de  Schönebeck, pour élire un nouveau roi, Ekkehard pouvait être un candidat à la couronne germanique, parce que les deux plus proches parents des précédents empereurs Ottoniens Henri de Bavière, fils du duc Henri II le Querelleur et Othon de Carinthie qui étaient les prétendants naturels, rencontraient une forte opposition. Ekkehard est à cette époque le candidat saxon le plus en vue, mais une partie de la noblesse lui est opposée. 
La noblesse saxonne accepte uniquement d'organiser une nouvelle réunion dans la résidence royale de Werla et de ne soutenir aucun autre candidat que lui. La rencontre de Werla intervient en avril mais c'est Henri II de Bavière, bénéficiant de l'appui de ses cousines les abbesses Sophie de Gandersheim et Adélaïde de Quedlinbourg, les sœurs du défunt Othon III, qui lui succède après son élection à Mayence confirmée par ses droits héréditaires. C'est néanmoins Ekkehard qui reçoit la mission d'organiser le banquet de clôture de l'assemblée Werla avec le duc Bernard Ier de Saxe et l'évêque Arnulf de Halberstadt. Il est ensuite honoré du titre royal par l'évêque Bernward de Hildesheim lorsqu'il parvient dans son diocèse, toutefois quelques jours après il est assassiné par des opposants saxons à Pöhlde. Parmi ses rivaux se trouvaient le comte Henri II de Stade, son frère Udo, et le comte Siegfried II de Northeim.
Ekkehard est inhumé dans le château familial de Kleinjena près de Naumburg, mais ses restes sont ensuite transférés dans le monastère bénédictin de Saint-George à Naumburg en 1028. Il est désigné par l'évêque  Thietmar de Merseburg comme decus regni, solatium patriae, comes suis, terror inimicis et per omnia perfectissimus.
À sa mort la région est partagée. Le roi Bolesław Chrobry de Pologne, qui avait soutenu les prétentions au trône d'Ekkehard et qui était son futur gendre se proclame héritier et envahit la Misnie et la Lusace. Henri II, le nouveau roi doit concéder à Bolesław la partie orientale de la Marche de Lusace qui était jusqu'alors incluse dans le grand margraviat tandis que la partie occidentale de cette même marche reste entre les mains de Gero II. Le margraviat de Misnie propre est enfin dévolu à Gunzelin de Misnie, le jeune frère d'Ekkehard.

## Union et postérité
Ekkehard épouse Schwanehilde (Suanhild), fille d'Hermann Billung, de Saxe et veuve de Thietmar de Misnie:
Elle meurt le 26 novembre 1014 après lui avoir donné sept enfants :
- Liutgarde (morte en 1012), épouse Margrave Werner de Nordmark ;
- Hermann Ier de Misnie (mort en 1038) ;
- Ekkehard II de Misnie (mort le 24 janvier 1046) ;
- Gunther (mort en 1025), Archevêque de Salzbourg ;
- Eilward (d. 1023), évêque de Dresde ;
- Matilda, épouse Thierry Ier de Lusace ;
- Oda (morte après  1018), épouse  Bolesław Ier Chrobry roi de Pologne.

## Sources
- (en) Cet article est partiellement ou en totalité issu de l’article de Wikipédia en anglais intitulé « Eckard I, Margrave of Meissen » (voir la liste des auteurs), édition du 30 mai 2014.
- Timothy Reuter. Germany in the Early Middle Ages 800–1056. New York: Longman, 1991.
- James Westfall Thompson. Feudal Germany, Volume II. New York: Frederick Ungar Publishing Co., 1928.
- John W. Bernhardt. Itinerant Kingship and Royal Monasteries in Early Medieval Germany, c. 936–1075. Cambridge: Cambridge University Press, 1993.